# Albert Anthiaume
Albert Anthiaume, né le 30 mai 1855 à Rouen et mort le 11 janvier 1931 au Havre, est un prêtre catholique et historien français.

## Biographie
Albert Anthiaume fait ses études à l'Institution ecclésiastique d'Yvetot aux côtés de Eugène Julien, futur évêque d'Arras. Il passe en 1878 une licence ès sciences mathématiques. Il est professeur à Yvetot de 1878 à 1886. En 1881, il est ordonné prêtre. Il est nommé vicaire à Saint-Ouen de Rouen en 1886, puis aumônier du lycée du Havre en 1893.
En 1904, il est admis à la Société havraise d'études diverses. En 1911, il est nommé membre correspondant du Comité des travaux historiques et scientifiques. En 1918, il est nommé membre correspondant de la Société de géographie de Lisbonne.
Il est membre correspondant de l'Académie des sciences, belles-lettres et arts de Rouen et, en 1921, membre de l'Académie de marine.

## Publications

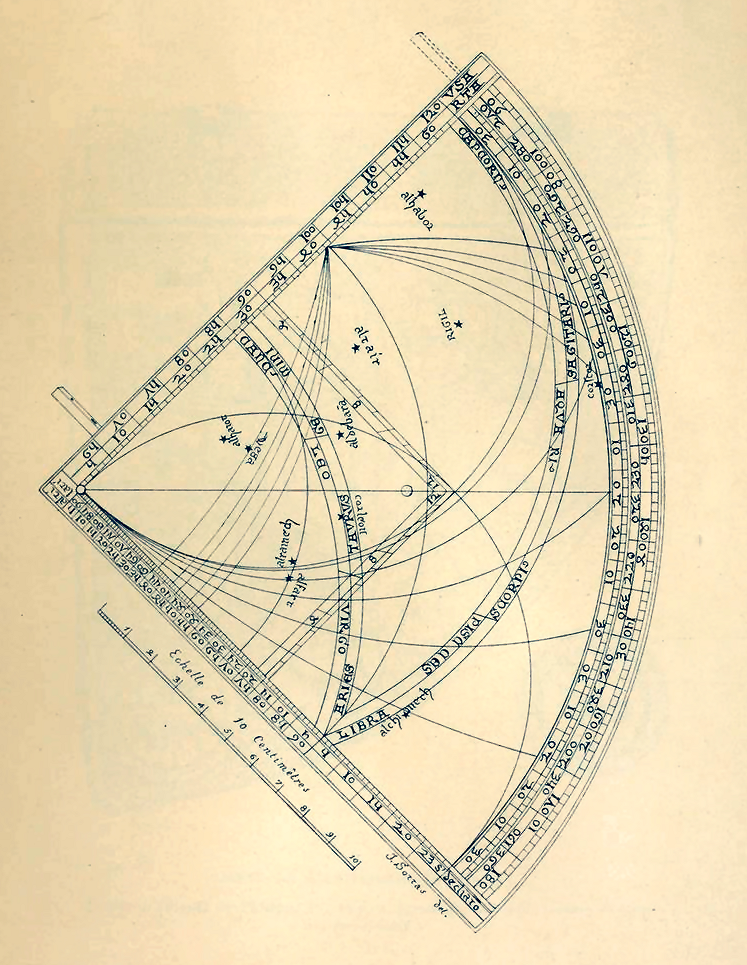
Tracé de l'astrolabe-quadrant du musée des antiquités de Rouen.

- Le Collège du Havre : contribution à l'histoire de l’enseignement secondaire en France et particulièrement au Havre, 1579-1865, t. 2, Le Havre, Havre-Éclair, 1905 (lire en ligne).
- « Un capitaine normand au XVIe siècle : Guillaume de Houdetot », Recueil des publications de la Société havraise d'études diverses, Le Havre,‎ 1908, p. 401-446 (lire en ligne, consulté le 2 mai 2023).
- L'astrolabe dit de Jean de Béthencourt et la navigation des Normands au Moyen Âge, Paris, Imprimerie nationale, 1909.
- L'astrolabe-quadrant du musée des antiquités de Rouen, Paris, G. Thomas, 1910.
- Évolution et enseignement de la science nautique (préf. Henri Buchard), t. 1 et 2, Paris, Librairie Ernest Dumont, 1920 (lire en ligne).
- Le Navire. La construction en France et principalement chez les Normands, Paris, Eugène Dumont, 1922, 481 p., in-8o.

## Distinctions
- Officier d'académie (1908)[4].
- Officier de l'Instruction publique (1913).
- Chevalier de la Légion d'honneur (décret du 12 janvier 1926).